# 褚裒
褚裒（ちょ ほう、太安2年（303年）- 永和5年12月7日（350年1月1日））は、中国の東晋の外戚。字は季野。本貫は河南郡陽翟県。康帝の皇后褚蒜子の父にあたる。褚翜の従弟。

## 経歴
武昌郡太守の褚洽（尚書褚䂮の子）の子として生まれた。若くして高雅な風格をもち、杜乂とともに東晋で名を知られた。はじめ西陽王掾として召され、呉王文学に転じた。蘇峻の乱が起こると、褚裒は郗鑒の下で車騎参軍となった。蘇峻の乱が平定されると、褚裒は功績により都郷亭侯に封じられた。しばらく経って司徒従事中郎に転じ、給事黄門侍郎に任じられた。娘の褚蒜子を琅邪王司馬岳にとつがせて、琅邪王妃に立てさせると、褚裒は豫章郡太守として出向した。
咸康8年（342年）、司馬岳（康帝）が即位すると、褚裒は建康に召還され、侍中に任命された。後に尚書に転じた。娘が皇后に立てられたことから、朝廷の顕位にあることをはばかって外任を求め、建威将軍・江州刺史に任じられ、半洲に駐屯した。任地にあっては清廉倹約につとめ、私童を使って木材の伐採をしていた。建元元年（343年）、建康に召還され、衛将軍となり、中書令を兼ねた。褚裒は中書として人材選抜の詔命にあたるよう求められたが、外戚がその任にあるのはよろしくないと言って、固辞した。そこで左将軍・兗州刺史・都督兗州徐州之琅邪諸軍事・仮節に任じられ、金城に駐屯した。さらに琅邪国内史を兼ねた。
建元2年（344年）、康帝が崩御し、穆帝が即位すると、褚蒜子は皇太后に上った。皇太后の父となった褚裒は臣下の礼を免除されが、庾翼らの建議により宮中では臣下の礼を取り、私的な席では厳父として遇されるようになった。また、兗州刺史のまま侍中・衛将軍・録尚書事に任じられた。褚裒は外戚として朝廷の中枢にあることを遠慮し、重ねて外任への出向を求めた。そこで改めて都督徐兗青揚州之晋陵呉国諸軍事・衛将軍・徐兗二州刺史・仮節に任じられ、北府軍団の長として京口に駐屯した。
永和元年（345年）、褚裒は建康に召還され、揚州刺史・録尚書事に任じられるところだった。しかし、長史の王胡之の勧めにより辞退した。永和2年（346年）、征北大将軍・開府儀同三司の位に進められたが、開府は固辞した。
永和5年（349年）、後趙の石虎が死去すると、褚裒は上表して北伐を求めた。その日のうちに戒厳を布き、泗水の河口に直接向かった。朝議は重任にある褚裒に深入りを避けさせ、先に偏師を派遣することを認めた。褚裒は督護の王頤之らを先鋒として派遣して彭城に向かわせた。後に督護の糜嶷を下邳に進軍させ、趙軍を撃破した。これにより褚裒は征討大都督・青揚徐兗豫五州諸軍事に任じられた。褚裒は3万の兵を率いて彭城に進軍し、河北の人々で東晋に帰順する者は日に1千を数えた。褚裒はかれらを受け入れて慰撫し、その歓心を買った。先に派遣していた督護の徐龕が沛を攻撃し、後趙の相の支重を捕らえ、沛郡から2千人あまりが投降した。魯郡の山中の500家あまりが、東晋の支援を求めてきたため、褚裒は徐龕に精鋭3千を与えてこれを迎えさせた。しかし徐龕は褚裒の命令にそむいて、軍を代陂に宿営させたため、後趙の将の李菟に敗れ、過半を死傷させ、徐龕は敵軍に殺害された。褚裒は敗戦の責任を自ら認めて降格を申し出て、征北将軍行事となり、広陵に駐屯することとした。穆帝は偏帥の責任であって、咎めには当たらないとし、褚裒の降格を認めず、京口に帰らせ、征討都督の任を解いた。
石虎の死により後趙の国内は混乱し、20万人が黄河を渡って、東晋に救援を求めた。しかし、褚裒はすでに撤退していたため、対応することができず、かれらは前燕軍や苻健の兵の攻撃に晒され、殲滅された。褚裒は遠い地の情勢をみながら何もできず、憂憤のうちに発病した。京口に到着し、人々の泣き声が聞こえたため、褚裒が訊ねると、「代陂の役なり」との答えを得た。褚裒はますます慚愧の念に沈んだ。
永和5年12月己酉（350年1月1日）、死去した。享年は47。本官に加えて侍中・太傅の位を追贈された。諡は元穆といった。
子の褚歆は、字を幼安といい、散騎常侍・秘書監を歴任した。

## 家族

### 妻
- 荀氏 - 早世
- 卞氏 - 早世
- 謝真石 - 謝鯤の娘[2]。康献皇后の生母であり、尋陽郷君に封じられる[3]。

### 子女
- 褚歆 - 散騎常侍・秘書監を歴任。
- 褚熙
- 褚蒜子 - 康帝司馬岳の皇后（康献皇后）。康帝の崩御後は崇徳太后と呼ばれる。

## 伝記資料
- 『晋書』巻93 列伝第63